# Attaque du palais présidentiel de La Havane
L'attaque du palais présidentiel de La Havane est une attaque contre le palais présidentiel de La Havane survenue vers 15 h 30 le 13 mars 1957. Perpétrée par le groupe d'opposition Directoire révolutionnaire étudiant (DRE), elle avait pour objectif de tuer Fulgencio Batista mais l'attaque fut un échec. Selon l'un des membres fondateurs du groupe, Faure Chomón (en), ils suivaient la stratégie du magnicide (golpe arriba, « frapper à la tête ») et avec Menelao Mora Morales ont cherché à renverser le gouvernement en éliminant physiquement Batista.